# Oyamia
Oyamia és un gènere d'insectes plecòpters pertanyent a la família dels pèrlids.

## Hàbitat
En els seus estadis immadurs són aquàtics i viuen a l'aigua dolça, mentre que com a adults són terrestres i voladors.

## Distribució geogràfica
Es troba a Àsia: el Japó i Corea.

## Taxonomia
- Oyamia cryptomeria (Isobe & Uchida, 2009)[7]
- Oyamia nigribasis (Banks, 1920)
- Oyamia seminigra (Klapálek, 1907)[6][8][9]